# Cryhavoc
Cryhavoc är ett finskt melodiskt death metal-band, bildat 1992 i Helsingfors. De har gett ut två album på skivbolaget Spinefarm Records.

## Medlemmar
Senaste kända medlemmar
- Kaapro Ikonen – sång
- Jouni Lilja – gitarr
- Kari Myöhänen – basgitarr
- Pauli Tolvanen – trummor

Tidigare medlemmar
- Risto Lipponen – gitarr
- Juha Korpikallio – basgitarr
- Jan Gröndahl – trummor

## Diskografi
Studioalbum
- 1998 – Sweetbriers
- 1999 – Pitch-Black Blues

Annat
- 1997 – Children of Bodom (delad album: Children of Bodom / Wizzard / Cryhavoc)